# Neoglaciación

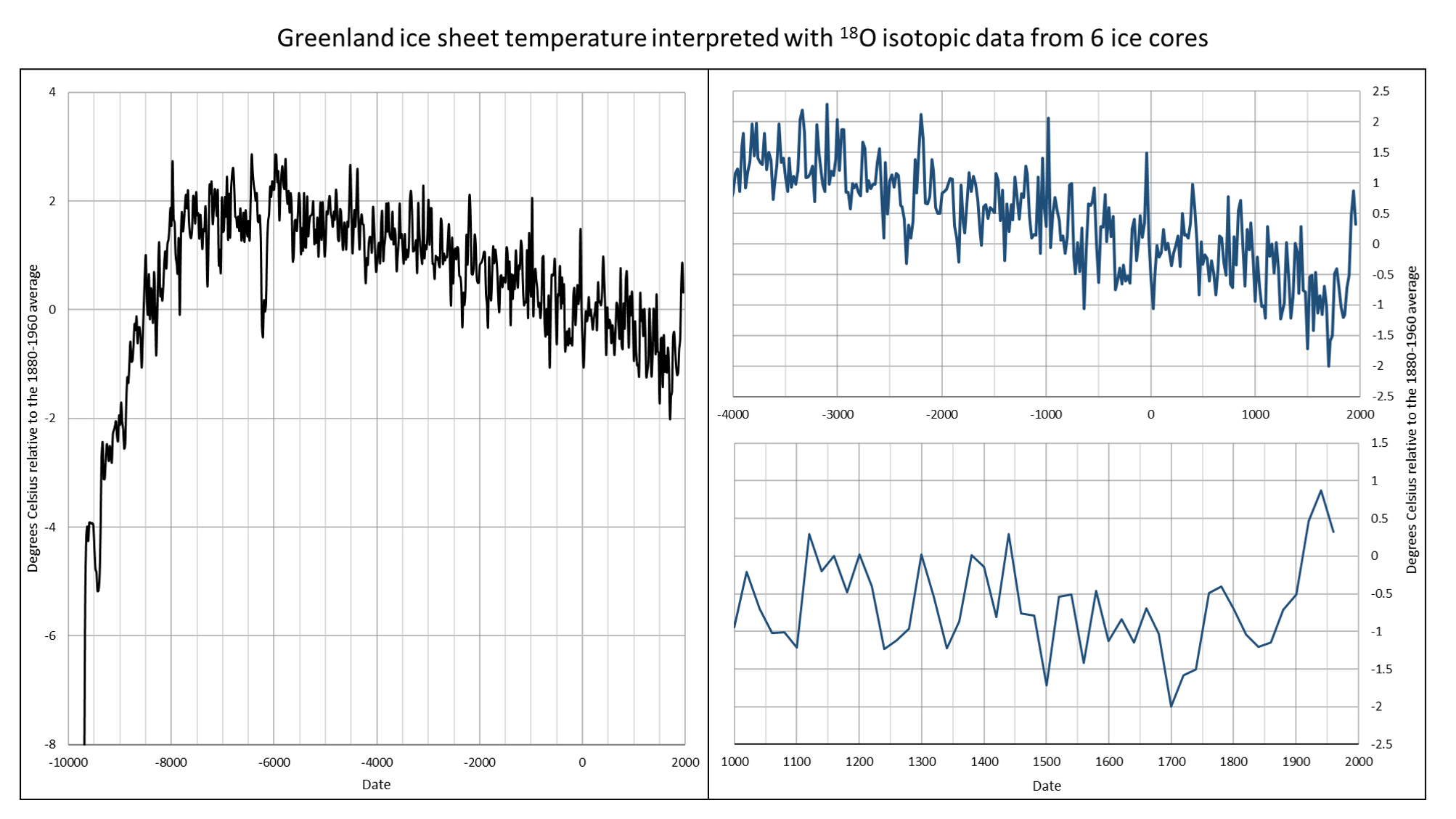
Temperaturas de la capa de hielo de Groenlandia interpretadas con el isótopo 18O de 6 núcleos de hielo (Vinther, B., et al., 2009)

La neoglaciación describe la tendencia de enfriamiento documentado en el clima de la tierra durante el periodo Holoceno, que sigue a la retirada de la Glaciación wisconsiense, el más reciente periodo glacial. Cronológicamente, la neoglaciación sigue el Máximo del Holoceno, el punto más cálido en el clima de la Tierra durante la actual etapa interglaciar. La neoglaciación no tiene un comienzo bien demarcado en todo el planeta: las condiciones locales y la estabilidad ecológica afectan a la hora de señalar cuándo comienzan las condiciones más frías o húmedas. 
Siguiendo los ciclos de Milankovitch, los veranos más frescos en las altas latitudes de Norteamérica, que terminarían con el deshielo completo de la nieve caída, estaba ocultado en un primer momento, por la lenta desaparición de la capa de hielo continental.